# Ilha da Jipoia

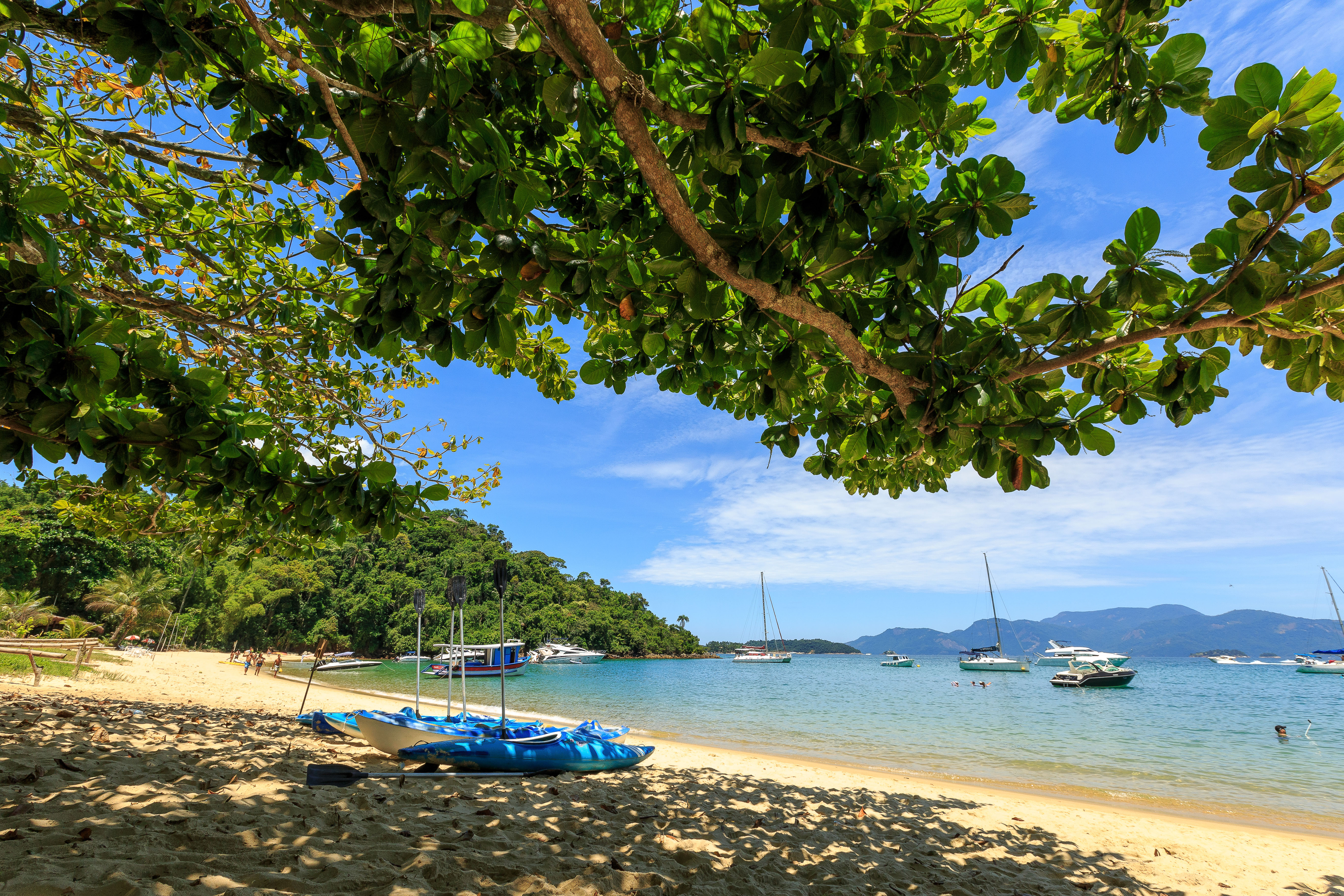
Praia das Flechas localizada na Ilha da Gipóia - Angra dos Reis - RJ - Brasil.

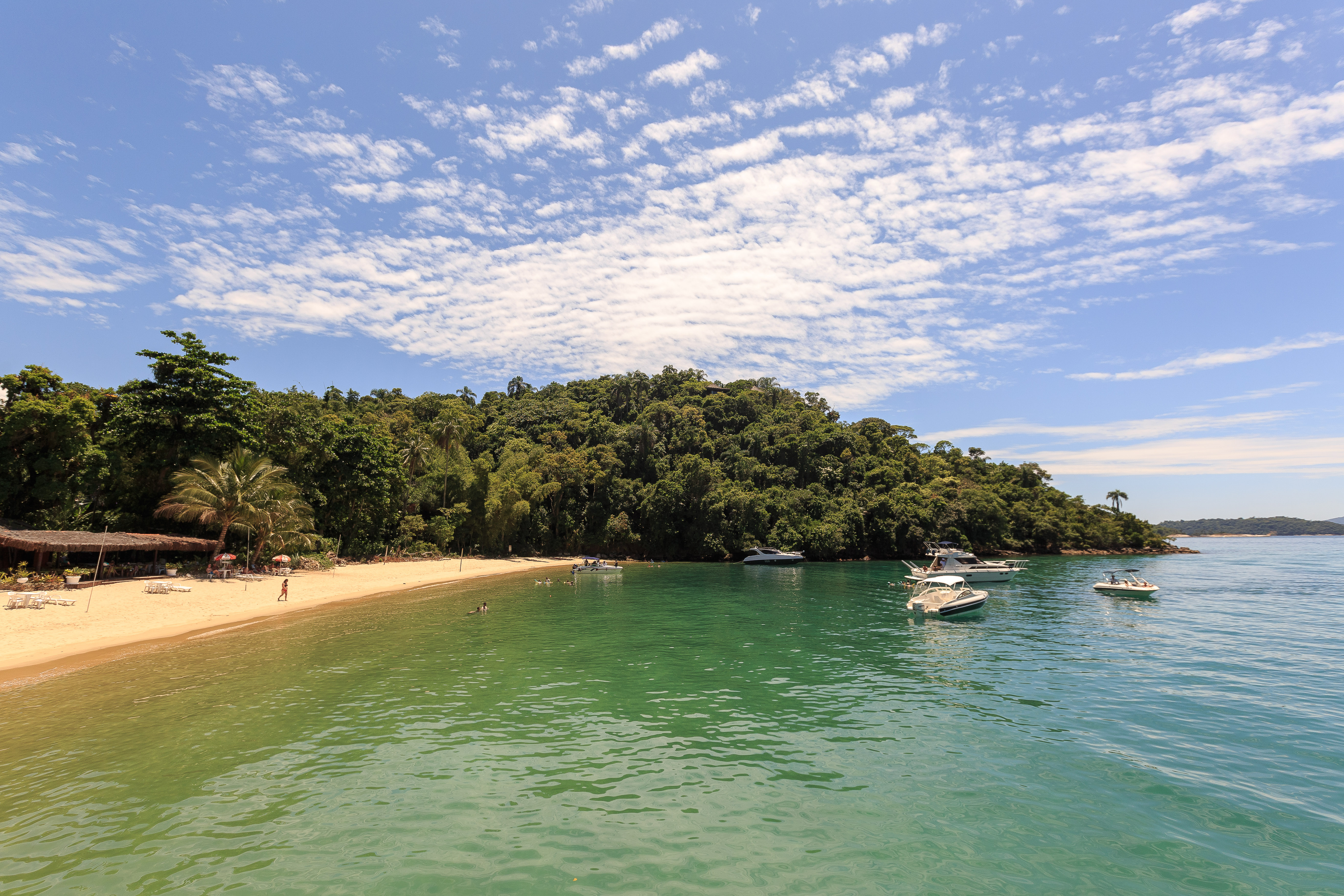
Ilha da Gipóia - Angra dos Reis - RJ - Brasil.

A ilha da Jipoia é uma ilha brasileira localizada na baía da Ilha Grande, município de Angra dos Reis, estado do Rio de Janeiro. Segunda maior dessa baía após a ilha Grande, Gipóia apresenta superfície total de 6 km² e é coberta de exuberante vegetação. Seu relevo irregular, recortado de enseadas, sobe a 287 metros de altitude na parte mais elevada. Gipóia já apresenta sinais de urbanização e desmatamento, principalmente na face voltada para o continente.
Além de praias tanto tranquilas quanto revoltas, boas para as práticas de natação, mergulho ou surfe, na ilha pode-se também fazer passeios de barco, trilhas, mergulho, dentre várias outras atividades desportivas. Jipoia detém boa infraestrutura, que vai desde luxuosos hotéis até pousadas mais simples, além de restaurantes, bares e quiosques.

## Etimologia
Alguns pesquisadores presumem que a denominação da ilha tenha se originado da palavra da língua tupi yï'mboya, a qual se refere à Boa constrictor e outras espécies relacionadas de jiboias. Acredita-se que tal referência surgiu em razão da forma da ilha, semelhante a uma cobra serpenteando a superfície do mar, ou, segundo a conta a tradição, pela presença de cobras diversas na própria ilha.

## História
Nos relatos do explorador inglês Anthony Knivet lê-se que, em 14 de outubro de 1597, ele partiu da cidade do Rio de Janeiro com seis canoas até Parati. No caminho, após enfrentar uma grande tempestade, ter naufragado e aportado numa praia «por sorte», afirma ter esperado junto com seus companheiros de viagem dois dias para terem suas canoas reparadas. Partiram então rumo a uma ilha conhecida como Ippoa, onde encontraram dois ou três portugueses e obtiveram provisões para se restabelecer da longa viagem — sobretudo, batatas e bananas-da-terra.
Em 1930, o couraçado «Floriano», da Marinha Brasileira, encalhou na baía dos Calhaus mas foi resgatado posteriormente. Até 1967 havia na praia do Vitorino uma fabrica de sardinhas, no mesmo lugar hoje em dia funciona um restaurante.

## Características gerais
A ilha é ocupada principalmente por propriedades particulares e estabelecimentos turísticos, como pousadas e restaurantes. Rodeada de enseadas, Jipoia contém várias praias em toda sua extensão, sendo Vitorino e Flechas as com melhores infraestruturas. A praia Vitorino é servida com cais para atracação de lanchas e saveiros, água transparente e com boa visibilidade, assim como boa estrutura para o atendimento ao turista, com duchas de água doce, toaletes, bar e restaurante especializado em frutos do mar e culinária japonesa. A praia das Flechas tem água cristalina e areia branca, com panorama para as ilhas Grande e Botinas. Essa praia apresenta trilhas que contornam toda a ilha. Ao todo, Jipoia conta com aproximadamente doze praias, próprias para mergulho, surfe ou pesca, entre as quais Peixoto, Calhau, Grande, Flecha, Vitorino, Fora, Jurubaíba e Piedade.
Coberta por exuberante floresta tropical, a ilha faz parte da APA Tamoios, que abrange todas as ilhas do município de Angra dos Reis. A vegetação é classificada como «Floresta Sub-montana Densa», contudo, 80% da área é coberta por mata secundária, resultante de processos de regeneração natural ou reflorestamento.